# Give a Girl a Break
 Give a Girl a Break és una pel·lícula musical estatunidenca dirigida per Stanley Donen el 1953, estrenada el 1954.

## Argument
El productor Leo Belney, l'escenògraf Ted Sturgis i el compositor Felix Jordan són en els últims preparatius del seu pròxim espectacle musical a Broadway, quan la cantant-vedette Janet Hallson trenca el seu contracte després d'una discussió. Ajudats del seu ajudant, Bob Dowdy, fan una prova llavors a principiants. Tres d'elles estan a la tria final: Madelyne Corlane, antiga companya de Ted; Joanna Moss per la qual Leo té un feblessa; finalment, Suzy Doolittle, de la qual Bob s'apassiona...

## Repartiment
- Marge Champion: Madelyne Corlane
- Gower Champion: Ted Sturgis
- Debbie Reynolds: Suzy Doolittle
- Helen Wood: Joanna Moss
- Bob Fosse: Bob Dowdy
- Kurt Kasznar: Leo Belney
- Richard Anderson: Burton Bradshaw
- William Ching: Anson Pritchett
- Lurene Tuttle: Mme Doolittle
- Larry Keating: Felix Jordan
- Donna Martell: Janet Hallson

I, entre els actors que no surten als crèdits:
- George Chakiris: Un ballarí